# Action démocratique du Québec
Pour les articles homonymes, voir ADQ et Action démocratique.
L'Action démocratique du Québec (ADQ) était un parti politique québécois présent sur la scène provinciale de 1994 à 2012. Il s'agissait d'un parti qui militait pour une réforme du modèle québécois. Il souhaitait être la « troisième voie », créant un pont entre les souverainistes et les fédéralistes, le parti se décrivant autonomiste. L'Action démocratique proposait notamment de réduire la taille de l'État et d'axer les politiques publiques sur une plus grande liberté de choix pour les citoyens.
Par rapport au débat sur le statut politique du Québec, l'Action démocratique se définissait comme étant autonomiste. Son programme prévoyait le rapatriement au Québec de plusieurs pouvoirs et l'occupation de tous les champs de juridiction québécoise. L'Action démocratique avait appuyé le camp du Oui lors du référendum de 1995 sur la souveraineté du Québec. Par la suite, le parti ne souhaitait plus que le Québec tienne de référendum sur la question.
L'Action démocratique a formé durant un an et demi l'opposition officielle à l'Assemblée nationale du Québec (2007-2008) en faisant élire 41 députés lors de l'élection de 2007. Au moment de sa dissolution, elle avait quatre députés à l'Assemblée nationale. Les membres de l'ADQ se faisait appeler « adéquistes », tout comme les partisans.
En décembre 2011, l'exécutif de l'Action démocratique a annoncé son souhait de fusionner avec la Coalition avenir Québec (CAQ). Le 22 janvier 2012, après l'appel au vote des 2 500 membres, les adéquistes votent à 70 % en faveur de la fusion de l'ADQ avec la CAQ.
L'ADQ fusionne avec la CAQ le 14 février 2012.

## Histoire

### Origines: 1994 à 2002

Logo de l'ADQ de 1994 à 1998

L'Action démocratique du Québec a été fondée par un groupe de militants libéraux nationalistes qui appuyaient le rapport Allaire, produit par le comité constitutionnel du Parti libéral du Québec, après l'échec de l'accord du lac Meech en 1990.
Après le rejet de l'accord du lac Meech en juin 1990, plusieurs Québécois avaient perçu cet échec comme un rejet du Québec par le reste du Canada. En réaction, le Parti libéral du Québec avait décidé de mettre sur pied une commission parlementaire, la commission Bélanger-Campeau, afin de déterminer une nouvelle stratégie pour régler les problèmes liés à la constitution. Dans la foulée des travaux de cette commission, le Parti libéral avait créé un comité afin de se doter d'une nouvelle position constitutionnelle. Ce comité, dirigé par l'avocat Jean Allaire, proposait dans son rapport de créer un nouveau régime fédéraliste dont les pouvoirs seraient fortement décentralisés vers les provinces, de manière à accroître de façon considérable les pouvoirs du gouvernement du Québec. Ce nouveau régime aurait été ensuite proposé au gouvernement fédéral. En cas de refus, le Parti libéral aurait opté pour la souveraineté du Québec.
Face à cette prise de position (et aux conclusions du rapport de la Commission Bélanger-Campeau), le gouvernement fédéral décida de régler une fois pour toutes les litiges de constitution avec le Québec, mais également avec les autres provinces. Ainsi, le premier ministre Brian Mulroney lança une nouvelle ronde de négociations, aboutissant le 28 août 1992 sur un accord entre son gouvernement, les gouvernements des provinces et les Premières Nations : l'accord de Charlottetown. Lors de son congrès d'août 1992, le Parti libéral décida d'accepter l'offre du gouvernement fédéral, mettant ainsi sur la glace tout projet de référendum sur la souveraineté. Bien que l'accord de Charlottetown aurait reconnu le Québec comme une société distincte au sein du Canada, dans l'ensemble, la réforme proposée du fédéralisme canadien y était beaucoup plus modeste que celle de l'accord du Lac Meech.
Ce changement de position sur la question constitutionnelle mena aussitôt à un affrontement au sein des libéraux. Deux camps se formèrent, opposant le président de la commission constitutionnelle, Jean Allaire, et le chef Robert Bourassa. Aux côtés de Jean Allaire se joint le président de la commission jeunesse du Parti libéral, Mario Dumont, une étoile montante au sein de la formation politique. Ensemble, les deux firent campagne contre l'accord de Charlottetown, tandis que des pressions furent exercées sur eux afin de les forcer à quitter le parti. Malgré ces événements, en fin de compte, l'accord de Charlottetown fut rejeté par une majorité de gens au Canada, et au Québec à plus de 56 %.
Après Charlottetown, au début de 1993, Mario Dumont et quelques jeunes militants ayant accepté de le suivre dans sa démarche quittèrent le Parti libéral pour former un nouveau groupe de réflexion, le Forum Option-Jeunesse. De son côté, Jean Allaire formera son propre mouvement, le Groupe Réflexion Québec, afin de continuer à faire avancer son projet de réformes constitutionnelles. Après plusieurs mois de consultations publiques, le mouvement prit la décision de se constituer en véritable parti politique. Le Groupe Réflexion Québec devint alors l'Action démocratique du Québec, lors de son assemblée de fondation le 5 mars 1994. Allaire fut élu chef. Toutefois, à peine deux mois plus tard, à cause d'ennuis de santé, Jean Allaire décide de démissionner. Mario Dumont lui succède, devenant le nouveau chef de l'ADQ à l'âge de seulement 23 ans. L'animatrice Marie-Claude Barrette est aussi cofondatrice s'occupant en retrait de l'organisation afin de garder sa légitimité, étant conjointe de Mario Dumont. 
Dès le début, l'ADQ prône un conservatisme fiscal. Dumont critique le Parti libéral et le Parti québécois, qu'il juge déconnectés des réalités quotidiennes des gens ordinaires, et prône des politiques économiques de centre droit, telles que l'équilibre budgétaire, l'abrogation des redevances obligatoires envers les syndicats, la réduction de la taille de la bureaucratie québécoise, la sous-traitance de certains services publics ainsi qu'une place raisonnable au privé dans le système de santé afin de diminuer les coûts sans cesse grandissants du système universel public. Le parti favorise également une réforme électorale qui ferait élire directement le premier ministre par un vote populaire et 50 des 125 députés par un système de représentation proportionnelle.
Disposant de peu de ressources financières et exclu des débats télévisés, Dumont se fait néanmoins élire à l'Assemblée nationale lors de l'élection générale de 1994, le seul candidat adéquiste élu à cette occasion. Lors du référendum de 1995 sur la souveraineté du Québec déclenché par le gouvernement péquiste, Dumont fait campagne pour le OUI après s'être assuré que la notion de partenariat économique avec le Canada soit incluse dans la question référendaire. Toutefois, après la victoire du NON, il a prôné un moratoire sur la question nationale.
Lors de l'élection de 1998, Dumont participe au débat télévisé des chefs et est réélu à l'Assemblée nationale, mais il ne parvient pas à élargir suffisamment sa base électorale pour faire élire d'autres candidats de son parti. Il demeure ainsi le seul représentant de son parti à l'Assemblée nationale. Bien qu'il jouisse d'une forte popularité personnelle, la popularité de son parti a toujours été moindre que la sienne.

### Montée et descente: 2002 à 2003

Logo de l'ADQ de 1998 à 2007

En 2002, le mécontentement des électeurs face au gouvernement du Parti québécois de Bernard Landry et de l'opposition du Parti libéral du Québec de Jean Charest mène à des victoires inattendues de l'ADQ lors d'une série d'élections partielles, portant le caucus à cinq députés. À la suite de ces victoires, la popularité de l'ADQ monte en flèche, devançant les deux partis traditionnels dans les sondages pour la première fois de son existence.
Cette visibilité de l'ADQ lui attire un plus grand soutien populaire, davantage de ressources financières ainsi qu'un certain nombre de candidats-vedettes pour l'élection générale de 2003. Pour la première fois, les médias considèrent Mario Dumont comme un candidat sérieux au poste de premier ministre du Québec.
Toutefois, ses adversaires politiques réagissent en faisant une campagne négative contre l'ADQ pour la première fois, réussissant à ternir sérieusement l'image du parti. Si certaines attaques étaient injustes (David Payne, le député péquiste de Vachon, a comparé l'ADQ au Front national de Jean-Marie Le Pen, une comparaison répétée en 2007 par le candidat libéral Pierre Arcand), d'autres révèlent l'existence de failles dans la plateforme adéquiste.
La popularité de l'ADQ pique du nez et tous les candidats-vedettes, à l'exception de Dumont et trois candidats (Janvier Grondin, Marc Picard et Sylvie Roy), sont défaits lors de l'élection de 2003. Dumont ne commet aucune erreur durant le débat télévisé mais sa performance ne se démarque pas et il ne parvient pas à gagner du momentum. En revanche, le chef libéral Jean Charest parvient à mettre Bernard Landry du Parti québécois sur la défensive.
L'ADQ reçoit 18,24 % du vote et fait élire quatre députés. Il s'attire suffisamment de votes d'anciens électeurs péquistes pour assurer la victoire aux libéraux de Jean Charest, mais pas assez pour obtenir le statut de parti officiel à l'Assemblée nationale, ce qui lui assurerait une plus grande visibilité ainsi que de plus grandes ressources.

### La nouvelle ascension: 2004 à 2007

Logo de l'ADQ à partir de 2007

Néanmoins, certaines personnalités locales, inconnues à l'échelle provinciale, parviennent à arracher certaines circonscriptions auparavant acquises au Parti québécois.
Le parti tire profit de la colère soulevée par la décision du Conseil de la radiodiffusion et des télécommunications canadiennes (CRTC) de ne pas renouveler la licence de la station de radio CHOI-FM à Québec. L'animateur Jeff Fillion encourage ses auditeurs à voter pour le candidat adéquiste Sylvain Légaré lors d'une élection partielle dans la circonscription électorale de Vanier. Légaré défend la liberté d'expression de la station et se fait élire le 20 septembre 2004, ce qui porte à cinq le nombre de députés de l'ADQ pour la 37e législature.
Quelques jours plus tard, l'ADQ tient un congrès à Drummondville, où ses membres adoptent une nouvelle politique constitutionnelle, se définissant comme autonomiste. Lors de ce congrès, les membres élisent Yvon Picotte à la présidence du parti, un poste auparavant détenu par l'analyste politique Guy Laforest.
Selon Joseph Facal, ancien président du Conseil du trésor dans le gouvernement du Parti québécois et signataire du manifeste Pour un Québec lucide, avec ces deux événements, l'ADQ a réussi à redevenir une force politique majeure. La percée du Parti conservateur au Québec lors de l'élection fédérale de 2006 pourrait également avoir eu un impact. Parmi les dix députés conservateurs nouvellement élus, quatre — Maxime Bernier, Steven Blaney, Jacques Gourde et Josée Verner — sont élus dans des circonscriptions représentées par l'ADQ au niveau provincial.
En mai 2006, l'ADQ tient un congrès à Granby, où on a évoqué la possibilité que l'ancien premier ministre Lucien Bouchard se joigne au parti. Celui-ci venait effectivement de signer le manifeste Pour un Québec lucide, que Dumont a accueilli avec enthousiasme. Toutefois, l'ancien premier ministre ne s'est pas montré intéressé à un retour en politique active. Dumont a évoqué le sujet d'une nouvelle ronde de négociations constitutionnelles avec l'actuel gouvernement fédéral conservateur pour que le Québec accorde enfin sa signature à la Constitution du Canada.
L'ADQ a mis l'accent sur les accommodements raisonnables, souhaitant en faire un enjeu de la campagne électorale de 2007. Le parti critique notamment l'inégalité entre les hommes et les femmes engendrée par ces accommodements religieux.
Le 4 mars 2007, l'ADQ reçoit un appui de Victor-Lévy Beaulieu; accusé de trahison par Claude Jasmin. Victor-Lévy Beaulieu retire cet appui et annonce le 15 avril 2008 qu'il défendra la bannière du PI dans sa circonscription locale de Rivière-du-Loup en affrontant le chef de l'ADQ Mario Dumont. Victor-Lévy Beaulieu indique s'être détourné de ce parti en apprenant que son chef recevait 50 000 dollars par année sans que ses militants et son organisation ne soient au courant.
Le 30 septembre 2007, Tom Pentefountas devient président de l'ADQ en remplacement de Gilles Taillon.

### La fin: 2008 à 2012
Le 8 décembre 2008, le chef du parti, Mario Dumont annonce qu'il quittera son poste à la suite du résultat de l'élection qui avait lieu la journée même. L'ancien chef de l'opposition officielle du Québec voit alors ses députés élus passer du nombre de 41 à 7. En mars 2009, Mario Dumont démissionnera. Une course à la chefferie est alors lancée et Gilles Taillon, Éric Caire et Christian Lévesque se présentent comme candidats.
Le 18 octobre 2009, Gilles Taillon devient le successeur de Mario Dumont. Il l'emporta par seulement 2 voix sur Éric Caire, un des deux autres candidats à la direction du parti fondé par Jean Allaire. Puis, quelques jours plus tard, Éric Caire et Marc Picard démissionnent en raison de problèmes avec le nouveau chef et siègent comme indépendants. Le 17 novembre 2009, faisant face à une rébellion au sein de l'ADQ, Gilles Taillon quitte la direction du parti. Finalement, le 19 novembre 2009, Gérard Deltell devient le nouveau chef de l'Action démocratique du Québec. Lors du IXe congrès de la formation adéquiste, tenu à Granby en novembre 2010, Gérard Deltell obtient, à l'occasion d'un vote de confiance, l'appui de 97,1 % des membres réunis en congrès.
De la fin de 2009 à 2012, l'Action démocratique ne sera représentée que par 4 députés à l'Assemblée nationale. En 2011, l'arrivée de la Coalition avenir Québec rend la position électorale de l'Action démocratique de plus en plus précaire. En décembre 2011, à la suite de plusieurs mois de discussions, l'exécutif de l'Action démocratique annonce son souhait de fusionner avec la Coalition avenir Québec. La proposition sera soumise aux membres par voie référendaire. Beaucoup de membres de la région de Montréal proposent de voter contre, alors que d'autres de Québec préfèrent créer un nouveau parti (Équipe autonomiste) puisque dans l'opinion publique l'ADQ est déjà morte. Le 22 janvier 2012, les résultats sont rendus publics : 943 sont en faveur de la fusion (70,48 %), 388 sont contre (29 %) et 7 ont annulé leur vote (0, 52 %). Ce sont donc 54 % des 2 500 membres qui s'expriment sur la fusion.
À la suite de ce vote, certains membres de l'ADQ créèrent un nouveau parti politique, l'Équipe autonomiste, pour protester contre cette fusion.

## Idéologie
L'idéologie de l'Action démocratique du Québec était caractérisée par deux grands axes : une position autonomiste sur le plan de l'avenir constitutionnel du Québec et une position de droite sur le plan économique.

## Participations aux élections

### Élection générale de 2007
Le 18 décembre, l'ADQ est le premier parti à dévoiler son programme électoral en vue de la prochaine élection générale. Le programme contient 86 engagements électoraux qui seront chiffrés et expliqués plus en détail à la veille de l'élection.
Le programme propose notamment de réformer l'aide sociale. S'il prend le pouvoir, le parti entend diminuer sensiblement les prestations des gens qui sont aptes à travailler pour les obliger à retourner sur le marché de l'emploi ; en même temps, il compte augmenter les prestations de ceux qui ne sont pas capables de travailler.
En matière d'éducation, le programme prévoit l'abolition des commissions scolaires pour redistribuer leurs fonds directement aux écoles, le dégel progressif des frais de scolarité et la bonification du programme de prêts et bourses aux étudiants plus pauvres.
L'ADQ propose également la création d'une citoyenneté québécoise ainsi que d'une constitution pour enchâsser les « valeurs communes du Québec » ; il propose également d'investir davantage dans les programmes d'intégration des immigrants. Le parti souhaite de plus entamer de nouvelles négociations constitutionnelles avec le gouvernement fédéral pour obtenir davantage d'autonomie pour le Québec. Il propose également de faire une plus grande place pour le privé dans le domaine de la santé et de verser des allocations familiales plus généreuses.
L'ADQ s'engage à équilibrer le budget, à réduire la taille de l'État et à ne pas augmenter les impôts des contribuables ; toutefois, il ne promet aucune baisse d'impôt, contrairement à l'élection de 2003.
Mario Dumont a annoncé que, s'il remporte les élections, il entend donner aux parents une allocation de 100 $ par semaine par enfant d'âge préscolaire qui ne fréquente pas une garderie subventionnée, ce qui totaliserait 5 200 $ par enfant par année. Le coût total de ce programme serait d'environ 900 millions de dollars, montant qu'il entend aller chercher grâce aux coupes dans les autres dépenses du gouvernement ainsi que la croissance économique. Il entend faire de cette promesse un enjeu central de la campagne électorale.
Au lendemain des élections du 26 mars 2007, l'ADQ forme l'Opposition officielle, le parti ayant remporté 41 sièges. C'est une première historique pour le parti.

### Élection générale de 2008
Le parti a souffert de sa première expérience d'importance et du manque d'expérience parlementaire de ses députés. Jean Charest du PLQ alors premier ministre minoritaire saisi la première occasion pour déclencher des élections anticipées. Les conséquences sur la députation de l'ADQ seront brutales et Mario Dumont quittera la direction du parti et son siège de Rivière-du-Loup.

## Résultats électoraux
PourcentageDate0,050,10,150,20,250,30,3519941998200320072008PourcentagePourcentage
| Élection | Chef         | Votes     | %       | Sièges    | Sièges   | Sièges | Positionnement | Gouvernement          | Slogan électoral               |
| Élection | Chef         | Votes     | %       | Candidats | Obtenus  | +/–    | Positionnement | Gouvernement          | Slogan électoral               |
| --- | ------------ | --------- | ------- | --------- | -------- | ------ | -------------- | --------------------- | ------------------------------ |
| 1994 | Mario Dumont | 252 721   | 6,46 %  | 80        | 1 / 125  | 1      | 3e             | Opposition            | Le pouvoir de l'audace         |
| 1998 | Mario Dumont | 480 636   | 11,81 % | 125       | 1 / 125  | 0      | 3e             | Opposition            | Du vrai                        |
| 2003 | Mario Dumont | 694 122   | 18,18 % | 125       | 4 / 125  | 3      | 3e             | Opposition            | L'avenir autrement             |
| 2007 | Mario Dumont | 1 224 412 | 30,84 % | 125       | 41 / 125 | 37     | 2e             | Opposition officielle | Au Québec, on passe à l'action |
| 2008 | Mario Dumont | 531 358   | 16,37 % | 125       | 7 / 125  | 34     | 3e             | Opposition            | Donnez-vous le pouvoir         |
| Source : « Élections générales », sur www.dgeq.qc.ca, Directeur général des élections du Québec (consulté le 2 avril 2011). |              |           |         |           |          |        |                |                       |                                |

## Chefs
|   | Chef           | Années                              |
| - | -------------- | ----------------------------------- |
| 1 | Jean Allaire   | 1994                                |
| 2 | Mario Dumont   | 1994 - 2009                         |
| 3 | Gilles Taillon | 18 octobre 2009 - 17 novembre 2009  |
| 4 | Gérard Deltell | 19 novembre 2009 - *22 janvier 2012 |

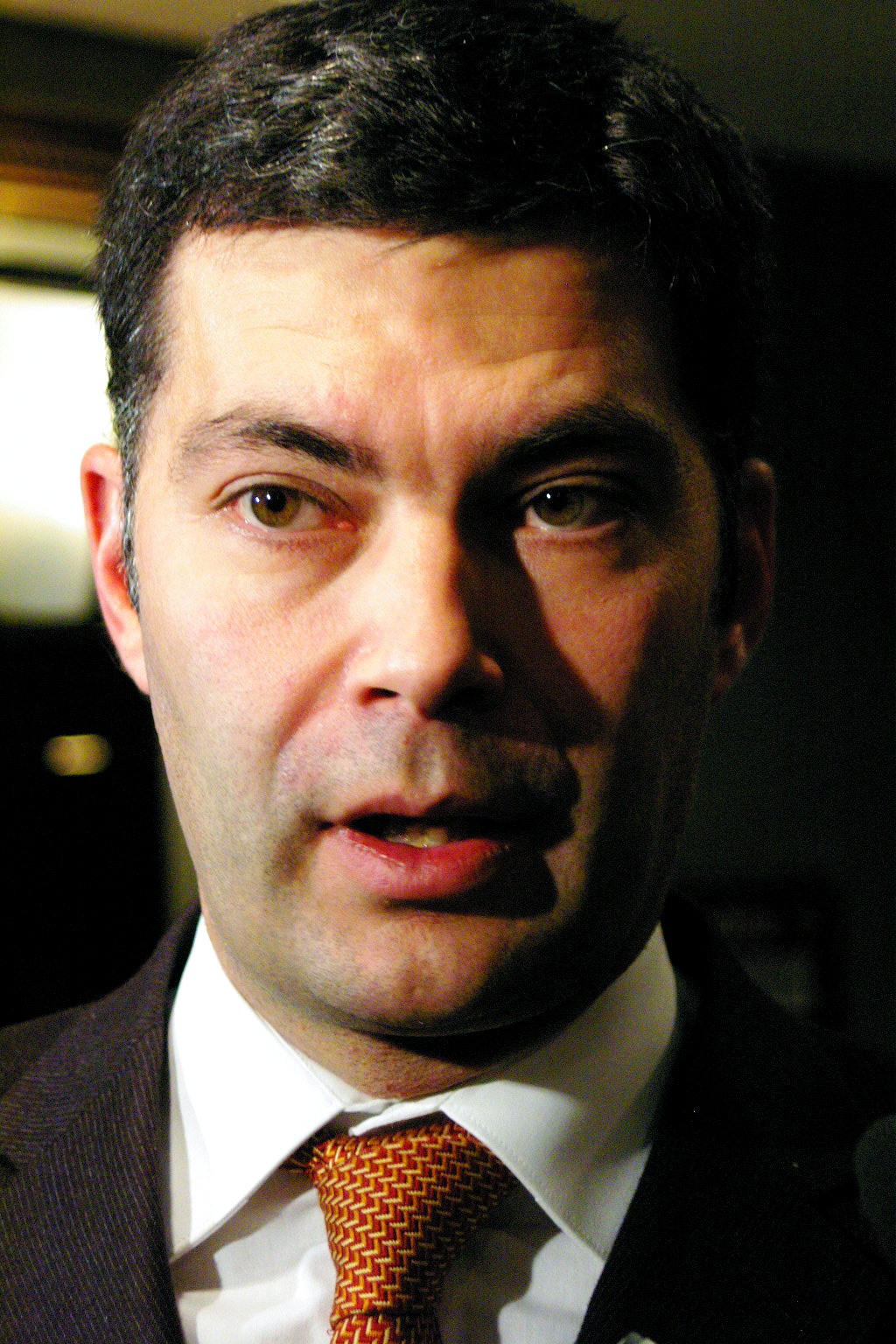
Mario Dumont est chef de l'Action démocratique du Québec de 1994 à 2009

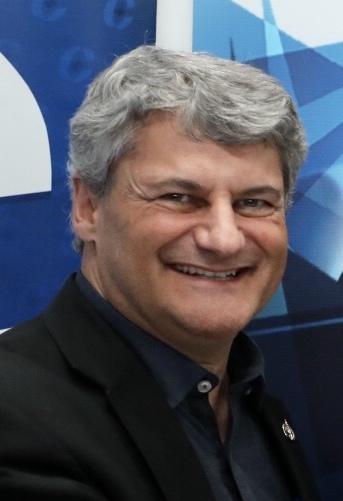
Gérard Deltell est le dernier chef de l'ADQ de 2009 à 2012

Sylvie Roy occupe l'intérim entre les mandats de Mario Dumont et Gilles Taillon (du 27 février au 18 octobre 2009)

## Présidents
| Président          | Années      |
| ------------------ | ----------- |
| Mario Dumont       | 1994 .      |
| Moncef Guitouni    | 1994 .      |
| Hubert Meilleur    | 1994-1995   |
| Ritha Cossette     | 1995-1996   |
| Jean Dion          | 1996-1998   |
| Réal Barrette      | 1998-2000   |
| Isabelle Marquis   | 2000-2002   |
| Guy Laforest       | 2002-2004   |
| Yvon Picotte       | 2004-2006   |
| Gilles Taillon     | 2006-2007   |
| Tom Pentefountas   | 2007-2008 . |
| Mario Charpentier  | 2008-2009 . |
| Christian Lévesque | 2009-2012   |

## Députés
L'Action démocratique du Québec a remporté cinquante-quatre circonscriptions lors d'élections générales et cinq lors d'élections partielles.
| 35e législature (1994-1998) | 36e législature (1998-2003)    | 37e législature (2003-2007) | 38e législature (2007-2008)     | 39e législature (2008-2012)    |
| --------------------------- | ------------------------------ | --------------------------- | ------------------------------- | ------------------------------ |
| Mario Dumont                | François Corriveau (2002-2003) | Mario Dumont                | Pierre-Michel Auger (2007-2008) | François Bonnardel (2008-2012) |
|                             | Mario Dumont                   | Janvier Grondin             | Pascal Beaupré                  | Éric Caire (2008-2009)         |
|                             | François Gaudreau (2002-2003)  | Sylvain Légaré (2004-2007)  | François Benjamin               | Gérard Deltell (2008-2012)     |
|                             | Marie Grégoire (2002-2003)     | Marc Picard                 | Hubert Benoit                   | Mario Dumont (2008-2009)       |
|                             | Sylvie Lespérance (2002-2003)  | Sylvie Roy                  | François Bonnardel              | Janvier Grondin (2008-2012)    |
|                             |                                |                             | Éric Caire                      | Marc Picard (2008-2009)        |
|                             |                                |                             | Martin Camirand                 | Sylvie Roy (2008-2012)         |
|                             |                                |                             | Éric Charbonneau                |                                |
|                             |                                |                             | Jean Damphousse                 |                                |
|                             |                                |                             | Albert De Martin                |                                |
|                             |                                |                             | Robert Deschamps                |                                |
|                             |                                |                             | François Desrochers             |                                |
|                             |                                |                             | Simon-Pierre Diamond            |                                |
|                             |                                |                             | Jean Domingue                   |                                |
|                             |                                |                             | Éric Dorion                     |                                |
|                             |                                |                             | Mario Dumont                    |                                |
|                             |                                |                             | Raymond Francoeur               |                                |
|                             |                                |                             | Pierre Gingras                  |                                |
|                             |                                |                             | Jean-François Gosselin          |                                |
|                             |                                |                             | Ginette Grandmont               |                                |
|                             |                                |                             | Janvier Grondin                 |                                |
|                             |                                |                             | Claude L'Écuyer                 |                                |
|                             |                                |                             | Linda Lapointe                  |                                |
|                             |                                |                             | Éric Laporte                    |                                |
|                             |                                |                             | Lucie Leblanc                   |                                |
|                             |                                |                             | Sylvain Légaré                  |                                |
|                             |                                |                             | Christian Lévesque              |                                |
|                             |                                |                             | Richard Merlini                 |                                |
|                             |                                |                             | Lucille Méthé                   |                                |
|                             |                                |                             | Claude Morin                    |                                |
|                             |                                |                             | Catherine Morissette            |                                |
|                             |                                |                             | Marc Picard                     |                                |
|                             |                                |                             | Sébastien Proulx                |                                |
|                             |                                |                             | André Riedl (2007-2008)         |                                |
|                             |                                |                             | Jean-François Roux              |                                |
|                             |                                |                             | Monique Roy Verville            |                                |
|                             |                                |                             | Claude Roy                      |                                |
|                             |                                |                             | Sylvie Roy                      |                                |
|                             |                                |                             | Sébastien Schneeberger          |                                |
|                             |                                |                             | Gilles Taillon                  |                                |
|                             |                                |                             | Jean-François Therrien          |                                |

## Commission des jeunes
La Commission des jeunes donne une voix aux jeunes entre 16 et 25 ans de l'Action démocratique du Québec. Elle permet aux jeunes s'impliquer et de poser des actions concrètes au sein de l'ADQ afin d'offrir aux Québécois un avenir digne. La CDJ a également pour mission d'informer les jeunes québécois des enjeux les concernant et elle se veut un lieu d'échanges d'informations et de discussions permettant des prises de positions éclairées. De même, la CDJ vise à intéresser les jeunes québécois à la politique, tout en facilitant leur intégration dans ce milieu en leur offrant des occasions de rencontrer d'autres jeunes qui partage la même passion qu'eux.
| Président               | Années    |
| ----------------------- | --------- |
| Éric Boisselle          | 1994-1996 |
| Patrick Robitaille      | 1996      |
| Sylvain Frenette        | 1996-1997 |
| Jean-François Tétrault  | 1997      |
| Jean-Sébastien Brault   | n/a       |
| Marie-Ève Bonneville    | 1999-2000 |
| Stéphanie Deslandes     | n/a       |
| Keven Tremblay          | n/a       |
| Jean-François Sylvestre | 2001-2002 |
| Stéphane Laforest       | 2002-2003 |
| Micaël Bérubé           | 2003-2004 |
| Simon-Pierre Diamond    | 2004-2007 |
| Catherine Goyer         | 2007-2009 |
| Martin-Karl Bourbonnais | 2009-2010 |
| Denis Claveau.          | 2010-2012 |